# Robert Zadrazil
Robert Zadrazil (* 16. Oktober 1970 in Wien) ist ein österreichischer Bankmanager. 

## Leben und Karriere
Robert Zadrazil wurde am 16. Oktober 1970 in Wien geboren. Nach der Pflichtschule absolvierte er die Fachschule am Technologischen Gewerbemuseum und schloss seine dortige Ausbildung in der Fachrichtung Informationstechnologie und Elektronik ab. Berufsbegleitend studierte er danach ohne Abschluss an der Wirtschaftsuniversität Wien Betriebswirtschaft, Unternehmensführung und Controlling/Kreditwirtschaft. Mit 23 Jahren gründete Zadrazil ein Unternehmen, das sich auf Projektmanagement, IT und Organisation spezialisierte. Das Unternehmen wurde ein Zulieferer der damaligen Dataservice Informatik, kurz DSI, ein Dienstleister der Bank Austria und entwickelte für das Bankunternehmen EDV-Programme. Einige Zeit später wechselte Zadrazil zur DSI-Nachfolgegesellschaft Wave (im vollen Namen: WAVE-Solutions Information Technology GmbH), wo er an der Vereinigung von Bank Austria und Creditanstalt-Bankverein (kurz CA-BV oder nur CA) mitarbeitete. Dabei war er maßgeblich an der Zusammenführung der EDV der beiden Unternehmen beteiligt. Die Bank Austria selbst war erst 1991 aus einer Fusion der Zentralsparkasse der Gemeinde Wien und der zu dieser Zeit wirtschaftlich angeschlagenen Länderbank entstanden, wobei Gerhard Randa als federführend beteiligt gewesen sein soll. Bis 1998 erwarb die Bank Austria daraufhin die CA, wobei die Verschmelzung nach und nach bis 2002 zur zeitweiligen Bank Austria Creditanstalt (BA-CA) vollzogen wurde.
Nachdem er bis dahin als selbstständiger Unternehmensberater (Projektmanagement, IT und Organisation) und Unternehmer tätig gewesen war, bekleidete Zadrazil von 2002 bis 2005 diverse Führungsfunktionen innerhalb der Bank Austria Creditanstalt. Nachdem er im Jahr 2006 das Management Development Program im Fachbereich Banking & International Finance absolviert hatte, wechselte er als COO der Bank Austria in den Vorstand des Unternehmens. Der vormalige COO der Bank Austria, Wolfgang Haller, soll dabei als Mentor Zadrazil fungiert haben. Teilweise neben seiner Tätigkeit als COO und Vorstand der Bank Austria Creditanstalt (von 2006 bis 2009) war er von 2006 bis 2012 auch ein Aufsichtsratsmitglied der Oesterreichischen Kontrollbank und war zudem ab August 2007 zusätzlich zu seiner Vorstandsfunktion innerhalb der Unicredit Group auch für die Global Banking Services in CEE verantwortlich. Ebenfalls ab 2007 war er Aufsichtsratsvorsitzender der UniCredit Bulbank, der größten Bank Bulgariens, und hatte diese Funktion bis 2019 inne. Im Mai 2009 übernahm er den Vorstandsvorsitz der zur Unicredit-Gruppe gehörenden Schoellerbank und wechselte im Jahr 2012 auf die Position des Aufsichtsratsvorsitzenden dieser Aktiengesellschaft, eine Position, die er heute (Stand: Mai 2021) noch immer bekleidet. Seit 2011 ist Zadrazil Vorstand des Private Banking der Bank Austria. In einem Bericht in Der Standard vom 18. Jänner 2016 wurde bekannt, dass Zadrazil sein nicht abgeschlossenes Studium mit den Schwerpunkten Unternehmensführung und Controlling/Kreditwirtschaft an der Wirtschaftsuniversität Wien wieder aufgenommen hatte.
Weitere wichtige Funktionen, die Zadrazil aktuell (Stand: Mai 2021) noch innehat, sind: Vorstandsvorsitzender der UniCredit Bank Austria AG (seit 2016), Präsident des Verbands Österreichischer Banken und Bankiers (seit 2016), Aufsichtsratsvorsitzender der UniCredit Service GmbH (seit 2016), Aufsichtsratsvorsitzender der card complete Service Bank AG (seit 2016), Vorstand der Gesellschaft der Freunde der Österreichischen Nationalbibliothek (seit 2018) und Aufsichtsratsvorsitzender der Oesterreichischen Kontrollbank AG (seit 2018). Im November 2018 erfolgte bei der konstituierenden Sitzung der Generalversammlung des FK Austria Wien die Wahl Zadrazils zum Vorsitzenden des Verwaltungsrats des österreichischen Fußballbundesligisten.
Am 1. Mai 2024 wurde er Unicredit-Repräsentant für Österreich, während Ivan Vlaho ihm als CEO der UniCredit Bank Austria nachfolgte.
Weiters ist er Mitglied des Vorstandes der Jubiläumsstiftung der Wirtschaftsuniversität Wien.

## Privates
Robert Zadrazil ist verheiratet und Vater zweier Kinder.